# Prata Camportaccio
Prata Camportaccio (deutsch mittelalterlich: Überport) ist eine italienische Gemeinde in der Region Lombardei in der Provinz Sondrio.

## Lage und Einwohner
Die Gemeinde Prata Camportaccio liegt 60 Kilometer nordwestlich von der Provinzhauptstadt Sondrio und knapp 2 Kilometer südlich von Chiavenna am Zusammenlauf des Liro in die Mera. Die Gemeinde hat, zusammen mit den Fraktionen San Cassiano, Porrettina, Pizzo, Tanno, Malaguardia, 2944 Einwohner (Stand 31. Dezember 2024) auf einer Fläche von 27 km².
Die Nachbargemeinden sind Chiavenna, Gordona (Lombardei), Mese, Novate Mezzola, Piuro und Samolaco.

### Verkehrsanbindung
Mit der Staatsstraße 36 gelangt man nördlich  über den 32 Kilometer entfernten Splügenpass in die Schweiz und Richtung Süden nach Lecco. Östlich sind es 12 Kilometer bis zur Grenze bei Castasegna. Dort führt die Strecke weiter über den Malojapass nach St. Moritz.
Prata Camportaccio hat einen Bahnhof an der Bahnstrecke Colico–Chiavenna.

## Geschichte
Der Name Prata taucht bereits in Dokumenten aus dem Jahr 973 nach Christus auf. Die Gemeinde wurde jedoch erst ab dem 13. Jahrhundert von Chiavenna aus autonomisiert, einschließlich der Ortschaften Uschione und Campedello, die 1872 und in der zweiten Hälfte des 16. Jahrhunderts zur Gemeinde Chiavenna gehörten. Der Name Camportaccio wurde 1863 zu Prata hinzugefügt, um Situationen der Homonymie zu vermeiden.
Die Spuren von San Cassiano gehen auf das Jahr 1108 zurück, als das Dorf in einer Urkunde „San Cassiano di Arona“ genannt wurde. Später, im siebzehnten Jahrhundert, änderte sich der Name in San Cassiano in den Wäldern, um San Cassiano Valchiavenna in jüngerer Zeit zu werden.

## Sehenswürdigkeiten
- Kirche San Cassiano, Architekt Enrico Meroni aus Cantù mit Glockenturm (1997).
- Cine – Oratorium San Cassiano mit Fresken von Enrico Roveda von Plesio.
- Pfarrkirche Sant’Eusebio im Ortsteil Prata Centro, erwähnt 1178, restauriert XVII. Jahrhundert. Im Innenraum Taufbecken 1605 in Speckstein, Fresken und Gemälden von Gian Battista Macolino.
- Lance di Dona, Petroglyphe der Bronzezeit gefunden im Jahr 1978.